# ذخیره‌گاه طبیعی داوریا
ذخیره‌گاه طبیعی داوریا (به انگلیسی: Daurskiy zapovednik) یک ذخیره‌گاه طبیعی (زاپوودنیک) در روسیه است که در بخش جنوبی سرزمین زابایکالسکی در سیبری، روسیه و نزدیک به مرز مغولستان واقع شده است. این ذخیره‌گاه بخشی از یک میراث جهانی با عنوان «چشم‌اندازهای داوریا» است.
این ذخیره‌گاه در سال ۱۹۸۷ با هدف حفاظت از استپ‌های خشک و تالاب‌های جنوب سیبری تأسیس شد. این منطقه با مغول داگور در مغولستان که یک منطقه استپی به مساحت ۸٬۴۲۹٬۰۷۲ هکتار (۲۰٬۸۲۸٬۶۹۰ جریب فرنگی) در جنوب قرار دارد، هم‌مرز است.
مساحت ذخیره‌گاه ۲۲۲٬۹۶۵ هکتار (۵۵۰٬۹۶۰ جریب فرنگی) است که حدود ۱۷۳٬۲۰۱ هکتار (۴۲۷٬۹۹۰ جریب فرنگی) آن به منطقه حائل اختصاص یافته و بخش‌های هسته‌ای حفاظت‌شده را احاطه می‌کند. مساحت هسته اصلی ذخیره‌گاه حدود ۴۹٬۷۶۴ هکتار (۱۲۲٬۹۷۰ جریب فرنگی) است که به ۹ بخش تقسیم شده است. منطقه حائل ذخیره‌گاه شامل بارون-توری، دو دریاچه بزرگ به نام‌های بارون-توری و زون-توری، می‌شود.

## زیست‌بوم و اقلیم
ذخیره‌گاه داوریا در زیست‌بوم استپ جنگلی دائوری واقع شده است؛ این منطقه شامل نوارهایی از چمنزار، زمین‌های بوته‌زار و جنگل‌های مخلوط در شمال شرق مغولستان و بخشی از سیبری، روسیه، است.
اقلیم ذخیره‌گاه داوریا از نوع اقلیم جنب‌شمالگان است (بر اساس سامانه طبقه‌بندی اقلیمی کوپن اقلیم جنب‌شمالگان). این اقلیم با تابستان‌هایی ملایم (تنها ۱ تا ۳ ماه با دمای بالاتر از ۱۰ درجه سلسیوس (۵۰٫۰ درجه فارنهایت)) و زمستان‌هایی سرد مشخص می‌شود که میزان بارندگی ماهانه آن کمتر از یک‌دهم مرطوب‌ترین ماه تابستان است.

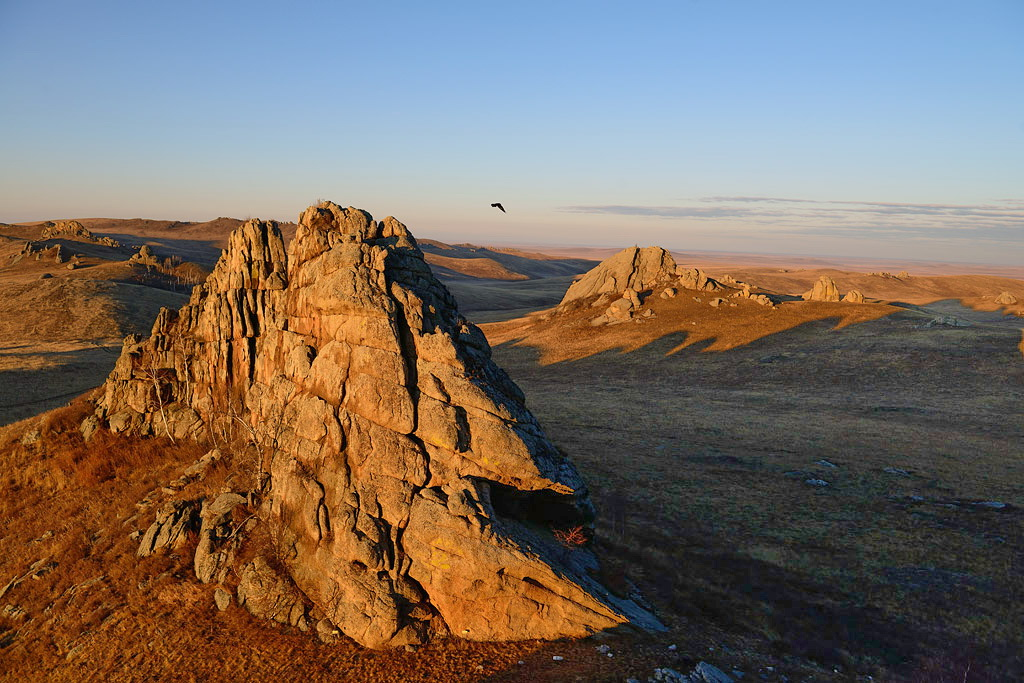
رشته‌کوه آدون-چلون

## گیاهان و جانوران
جانوران مهره‌دار ذخیره‌گاه شامل ۴۸ گونه پستاندار، ۳۱۷ گونه پرنده، ۳ گونه خزنده، ۳ گونه دوزیست و ۴ گونه ماهی هستند. علاوه بر این، حدود ۸۰۰ گونه حشره نیز در این منطقه یافت می‌شود. این ذخیره‌گاه همچنین میزبان یک کلونی از گونه نادر زنبق پوتانینی است.
در دهه ۱۹۸۰ برنامه‌ای برای معرفی اسب شوالسکی به این ذخیره‌گاه وجود داشت، اما با فروپاشی اتحاد جماهیر شوروی این طرح لغو شد، هرچند امید به اجرای این برنامه در سال ۲۰۰۹ دوباره زنده شد.
پستاندارانی که در این ذخیره‌گاه در فهرست سرخ IUCN قرار دارند، شامل آهوی مغولی، گربه پالاس و خارپشت دوری هستند.

به‌تازگی یک زاکازنیک جدید به نام «دره دزرن» (Долина дзерена) در این منطقه ایجاد شده است تا مهاجرت آهوی مغولی بین روسیه و مغولستان تضمین شود.